# Sazae-san
Sazae-san (jap. サザエさん) – manga (yonkoma, kilka razy pojawiały się dłuższe odcinki) oraz anime na jej podstawie.

## Manga
Manga po raz pierwszy została opublikowana 22 kwietnia 1946 roku w wydaniu wieczornym lokalnej gazety Fukunichi w prefekturze Fukuoka. Ukazywała się w tej gazecie z kilkoma przerwami do 5 listopada 1947 roku, gdy autorka przeprowadziła się do Tokio, zmieniła jednocześnie miejsce akcji mangi. W roku 1947 z datą 1 stycznia ukazał się pierwszy tom mangi pt. Sazae-san wydany przez wydawnictwo Shimaisha. W roku 1980 ukazał się ostatni 68 tom serii. Od roku 1949 odcinki mangi ukazywały się w gazecie Asahi Shimbun (19 lutego 1968 roku odcinek nr 5000). W roku 1994 wydawnictwo Asahi Shinbunsha wydało wszystkie mangi Sazae-san w 45 tomach.

## Anime
Adaptacja anime, która rozpoczęła się w 1969 roku, jest najdłużej emitowanym serialem animowanym na świecie. Serial nadawany jest raz w tygodniu. Do czerwca 2014 roku doczekał się 2258 odcinków. Wiek bohaterów anime pozostaje niezmienny. Jest ono przeznaczone dla młodej widowni. Mimo wielu lat emisji anime cieszy się bardzo wysoką oglądalnością i zajmuje pierwsze miejsce pod względem liczby widzów wśród japońskich seriali animowanych. W 2007 roku serial ten był ostatnim anime tworzonym jedynie za pomocą tradycyjnych metod, a nie komputerów.